# Saison 2012-2013 du FC Barcelone
Maillots
Chronologie
Saison précédente Saison suivante
Cette saison est la 114e depuis la fondation du club et fait suite à la saison 2011-2012 qui a vu le FC Barcelone remporter la Supercoupe d'Espagne, la Supercoupe d'Europe, la Coupe du monde des clubs et la Coupe du Roi avec Léo Messi en point (faux 9).
Lors de la saison 2012-2013 le FC Barcelone est engagé dans quatre compétitions officielles : championnat d'Espagne, Ligue des Champions, Coupe du Roi et Supercoupe d'Espagne.
À la suite du départ de Josep Guardiola en juin 2012 après quatre saisons à la tête de l'équipe première, c'est son adjoint Tito Vilanova qui est nommé entraîneur. Vilanova choisit Jordi Roura comme adjoint. Roura prend momentanément la direction de l'équipe lorsque Tito Vilanova est opéré d'un cancer le 20 décembre 2012.
Barcelone effectue un excellent premier tour en championnat avec 18 victoires et un seul match nul, ce qui constitue un record, parvenant ainsi à être champion d'hiver.
Le FC Barcelone est sacré champion d'Espagne pour la 22e fois le 11 mai 2013.

## Pré-saison

### Juin

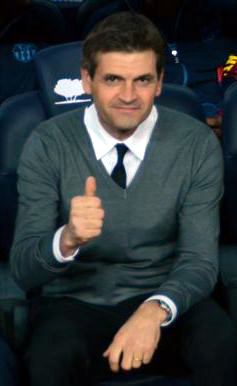
Tito Vilanova devient le nouvel entraîneur du Barça.

Le 28 juin, le FC Barcelone annonce le recrutement du latéral gauche de Valence CF Jordi Alba pour un montant de 14M€.

### Juillet

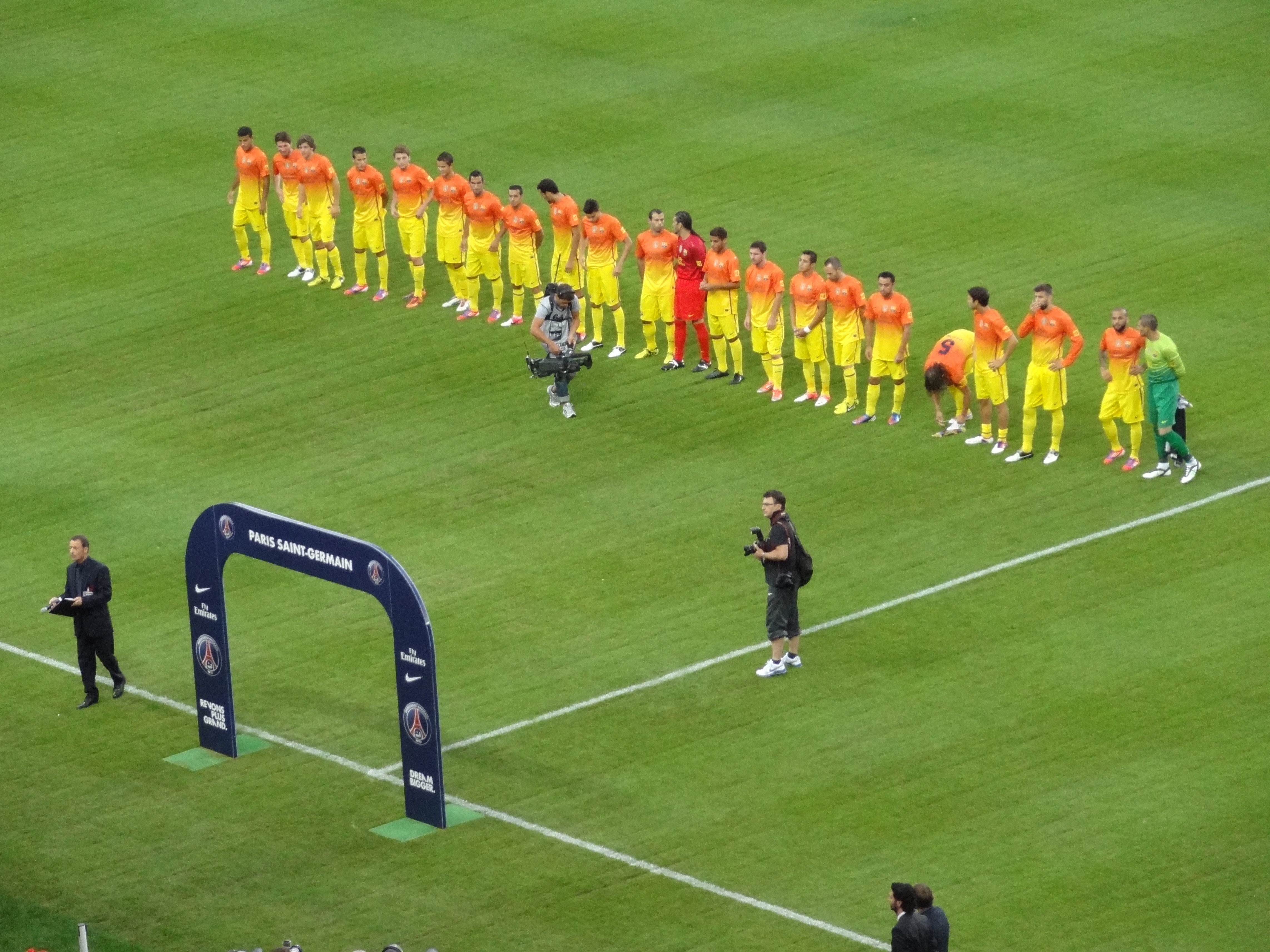
Présentation du Barça lors d'un match amical à Paris.

Lors de l'été 2012, en raison de l'Euro en Pologne et en Ukraine, le FC Barcelone décide de réaliser une préparation en Europe.
Le 7 juillet, le club révèle le départ du milieu de terrain malien Seydou Keita qui part au Dalian Aerbin en Chine après quatre saisons et quatorze titres remportés avec les blaugranas.
Le 16 juillet, le Barça est de retour au centre de Sant Joan Despi pour la reprise des entraînements. C'est le début de l'ère Vilanova et un nouveau cycle pour Barcelone.
Le 23 juillet, Carles Puyol revient à Can Barca et Lionel Messi, touché à l'entraînement, déclare forfait pour le match contre Hambourg.
Le 24 juillet, le FC Barcelone commence une préparation en Europe par une victoire 2-1 contre Hambourg devant les 57 000 spectateurs du Imtech Arena en Allemagne. Alexis trouve Dani Alves qui envoie un boulet de canon entre les deux poteaux. 1-0 pour Barcelone (5e). Grâce à un contre, l'équipe locale parvient à heurter la transversale, et Arslan est à la reprise. 1-1 pour Hambourg (20e). Alexis lance Afellay qui échoue face à René Adler mais Gerard Deulofeu est là pour marquer le but de la victoire dans la cage vide. 2-1 pour Barcelone (36e). C'est le premier match de Tito Vilanova à la tête du FC Barcelone. Un baptême du feu accompli avec succès pour l'entraîneur catalan. Marc Muniesa, victime d'une rupture des ligaments croisés, est rendu indisponible pour huit mois minimum.
Le 25 juillet, Carles Puyol et Lionel Messi réintègrent le groupe barcelonais pour l'entraînement.
Le 28 juillet, pour un deuxième match de préparation, le FC Barcelone bat le Raja Club Athletic 8 à 0 à Tanger au Maroc. C'est la cinquième fois de son histoire que le Barça joue au Maroc, la première fois fut en 1952. Messi trouve une ouverture dans la défense marocaine, Alves trouve Alexis devant la cage. Le Chilien marque facilement le premier but de la partie. 1-0 pour Barcelone (12e). Lancé en profondeur par Afellay, Messi marque de l'intérieur du pied gauche. 2-0 pour Barcelone (34e). Grâce à un beau une-deux avec Alexis, Messi récidive et inscrit le troisième but de la rencontre. 3-0 pour Barcelone (38e). Messi élimine un Marocain et repique dans l'axe et délivre un caviar[style à revoir] à Afellay. Le tir de ce dernier est contré et Alexis est présent pour anéantir les espoirs locaux. 4-0 pour Barcelone (40e). Alexis montre un élan de gratitude envers Messi qui réalise le hat-trick parfait. 5-0 pour Barcelone (45e). La deuxième mi-temps débute par une transversale et un duel face au gardien manqué pour Messi. Alexis est fauché dans la surface et l'arbitre désigne le point de pénalty. Alves le marque en force. 6-0 pour Barcelone (57e). Sergi Gomez envoie un coup franc énergique de 30 mètres dans la cage adverse. 7-0 pour Barcelone (84e).
Le Barça reprend les entraînements le 16 juillet et réalise sa préparation en Europe en disputant plusieurs matchs amicaux, notamment face au PSG le 4 août au Parc des Princes (2 à 2, victoire lors de la séance de tirs au but qui permet au Barça de remporter le Trophée de Paris), le 8 août face à Manchester United (0-0, victoire aux tirs au but) et le 11 août face au Dinamo Bucarest (victoire 2 à 0).
Le Trophée Gamper a lieu le 20 août au Camp Nou face à la Sampdoria (défaite 0-1 avec un Barça essentiellement composé de joueurs de l'équipe réserve).

## Saison 2012-2013

### Août
Le FC Barcelone débute en championnat le 19 août par une large victoire au Camp Nou face à la Real Sociedad 5 à 1 avec deux buts de Lionel Messi et un de David Villa qui signe son retour après huit mois d'absence à la suite d'une fracture du tibia. Le Barça bat ensuite le Real Madrid le 23 août lors du match aller de la Supercoupe d'Espagne (3 à 2) puis bat Osasuna à l'extérieur en championnat (1-2, doublé de Messi). Le Barça est en tête du championnat avec cinq points d'avance sur le Real. Le 29 août, le Barça est défait 2 à 1 sur la pelouse du Real Madrid lors du match retour de la Supercoupe d'Espagne. Cela faisait plus de quatre ans que le Barça n'avait pas perdu au stade Santiago Bernabeu, la dernière défaite datant de mai 2008.

### Septembre
Le 2 septembre, lors de la 3e journée de championnat, le FC Barcelone bat Valence CF difficilement 1 à 0 grâce à un beau but marqué par le défenseur Adriano au Camp Nou devant 76 300 spectateurs. L'objectif du club est de maintenir les cinq points d'avance sur le Real Madrid avant le Clásico du 7 octobre.
En battant Getafe à l'extérieur le 15 septembre (4-1, dont deux buts de Lionel Messi), le Barça possède désormais huit points d'avance sur son éternel rival madrilène qui est battu à Séville lors de la 4e journée.
Le club commence son parcours en Ligue des champions le 19 septembre au Camp Nou en battant le Spartak de Moscou (3-2, nouveau doublé de Messi) avant d'affronter Benfica et le Celtic FC en octobre.
Le 22 septembre, le Barça remporte son cinquième match consécutif de championnat en battant Grenade 2 à 0.
Le 29 septembre, le Barça fait une remontée exceptionnelle à l'extérieur face au Séville FC. Après avoir été mené 2-0, le Barça l'emporte grâce à deux buts de Cesc Fàbregas (dont un à la dernière minute) et un de David Villa dans les arrêts de jeu (93e minute). Les Blaugranas conservent ainsi leur invincibilité avec 18 points sur 18 possibles tout en ayant une confortable avance de huit points sur le Real Madrid avant le Clásico du 7 octobre. Avec ces six victoires en autant de rencontres, le FC Barcelone de Tito Vilanova réussi le meilleur début de championnat de l'histoire du club, à égalité avec les saisons 1929-1930, 1990-1991 et 1997-1998. Ce record est battu la saison suivante par le Barça de Gerardo Martino.

### Octobre
Le 2 octobre, le Barça se déplace au Estádio da Luz où il bat Benfica 2-0 (buts d'Alexis et Fàbregas sur deux passes décisives de Messi) pour le compte de la 2e journée de poule en Ligue des champions. Le 7 octobre, Barcelone affronte le Real Madrid lors du Clásico de la 7e journée de championnat. Après un match équilibré, Barcelone parvient à conserver son avance de huit points sur le Real Madrid avec un résultat nul de 2 à 2 (deux buts de Lionel Messi).
Le championnat reprend le 20 octobre après les deux matchs de l'équipe d'Espagne qualificatifs pour la Coupe du monde. À cette date, le Barça se déplace à La Corogne pour jouer contre le Deportivo. Lors d'un match plein de rebondissements, le Barça bat le Deportivo 5 à 4 (trois buts de Messi) avant de défaire le Celtic Glasgow 2 à 1 au Camp Nou le 23 octobre en Ligue des champions, victoire qui permet au Barça de consolider la première place de son groupe.
Octobre s'achève par deux déplacements victorieux : celui à Madrid le 27 pour jouer contre le Rayo Vallecano (9e journée de championnat, victoire 0-5) et celui à Vitoria le 30 pour affronter Alavés en 1/16e de finale de la Coupe du Roi (victoire 0-3).

### Novembre
Novembre débute par une victoire sur le Celta de Vigo au Camp Nou lors de la 10e journée de championnat (3 à 1). Après dix journées de championnat, le Barça occupe la première place du championnat avec trois points d'avance sur l'Atlético de Madrid.
Le 7 novembre, après 12 matchs sans défaite, Barcelone est battu en Écosse par le Celtic 2 à 1 en Ligue des champions. Malgré cela, le Barça conserve la première place de son groupe et n'a besoin que d'un point pour se qualifier pour les huitièmes de finale.
Le 11 novembre, Barcelone bat Majorque 2 à 4 lors de la 11e journée de championnat. Lionel Messi inscrit deux buts et bat le record de buts de Pelé au cours d'une année civile avec 76 réalisations en 2012.
Lors de la 12e journée, le Barça remporte une nouvelle victoire en battant sans mal le Real Saragosse au Camp Nou par 3 buts à 1. Messi inscrit deux buts et donne une belle passe décisive à Alex Song qui marque son premier but avec le maillot de Barcelone. Ce match marque le retour de la charnière défensive composée de Carles Puyol et Gerard Piqué après de nombreuses blessures.
Trois jours après, le 20 novembre, Barcelone bat 3 à 0 (dont deux buts de Messi) le Spartak Moscou dans le froid du Stade Luzhniki en Ligue des champions. Avec ce succès, le Barça obtient sa qualification pour les 8es de finale pour la neuvième saison consécutive et s'assure la première place de son groupe.
Le 25 novembre, lors de la 13e journée de championnat, Barcelone augmente à 11 points son avance sur le Real Madrid grâce à sa victoire sur Levante (0-4, dont deux buts de l'inévitable Lionel Messi qui en compte cette saison déjà 19 en championnat) et la défaite madrilène face au Betis. Barcelone joue face à Levante avec un onze entièrement formé au club pour la première fois de son histoire en match officiel : Valdés, Montoya, Puyol, Piqué, Alba, Xavi, Busquets, Fàbregas, Iniesta, Messi et Pedro.
Le Barça bat Alavés 3 à 1 (avec deux buts de David Villa qui dépasse ainsi la barrière des 300 buts au cours de sa carrière) le 28 novembre au Camp Nou lors du match retour des 16es de finale de Coupe du Roi. Le jeune Carles Planas devient le premier joueur issu de la Masia à débuter sous les ordres de Tito Vilanova. Le Barça jouera contre Cordoue en 8es de finale.

### Décembre
Le 1er décembre, lors de la 14e journée de championnat, Barcelone bat l'Athletic Bilbao 5 à 1 (dont deux buts de Lionel Messi) au Camp Nou au cours d'un match à sens unique. Avec cette victoire, la treizième pour un seul match nul, le Barça effectue le meilleur début de championnat de l'histoire du football espagnol, battant le précédent record du Real Madrid (saison 1991-1992). Barcelone compte désormais six points d'avance sur l'Atlético de Madrid battu par le Real Madrid qui est troisième à onze points.
Puis, le Barça fait match nul 0 à 0 face à Benfica le 5 décembre en Ligue des champions dans un match sans enjeu pour les Barcelonais déjà assurés de terminer à la première place du groupe. Plusieurs jeunes de l'équipe réserve tels que Rafinha, Carles Planas et Sergi Roberto sont titularisés. Ce match nul fait les affaires du Celtic Glasgow qui prend la deuxième place du groupe au détriment de Benfica. En signe de remerciement, le Celtic passe l'hymne du Barça à la fin de son match au Celtic Park face au Spartak.
Barcelone enchaîne ensuite avec deux victoires en Andalousie. D'abord, le 9 décembre (15e journée de championnat), Barcelone bat le Betis au stade Benito-Villamarín 2 à 1 (doublé de Messi qui avec ses 86 buts en 2012 bat le record de buts au cours d'une année civile de Gerd Müller qui datait de 1972), avant de se rendre le 12 décembre à Cordoue pour une victoire 2 à 0 (nouveau doublé de Lionel Messi) en Coupe du Roi lors des 8es de finale aller.
Le 16 décembre, au Camp Nou, Barcelone auteur d'une deuxième mi-temps exceptionnelle bat 4 à 1 son dauphin en championnat l'Atlético de Madrid grâce à un superbe but d'Adriano en pleine lucarne, un autre de Busquets et un doublé de Messi. L'Atlético est désormais distancé à neuf points au classement tandis que le Real Madrid est à treize points du leader barcelonais assuré d'être champion d'hiver.
Le 18 décembre, Éric Abidal reçoit le feu vert des médecins pour rejouer au football après avoir été soigné pendant les deux dernières années d'un cancer du foie. Le même jour, Lionel Messi, Xavi et Carles Puyol prolongent les contrats qui les lient à Barcelone.
Le 19 décembre, Tito Vilanova est hospitalisé d'urgence et opéré en raison d'une rechute de son cancer. C'est son adjoint Jordi Roura qui prend les rênes de l'équipe jusqu'au rétablissement de Tito Vilanova.
Le Barça termine 2012 sur une victoire 3 à 1 à Valladolid le 22 décembre lors de la 17e journée de championnat. Lionel Messi marque un des buts de cette victoire, son 91e de l'année. Le Barça compte en cette fin d'année 9 points d'avance sur l'Atlético de Madrid et 16 sur le Real Madrid.

### Janvier
2013 débute par le derby barcelonais remporté facilement par le Barça 4 à 0 (avec deux buts de Pedro dont un sur une passe exceptionnelle de Busquets) face à l'Espanyol au Camp Nou le 6 janvier (18e journée de championnat). Tito Vilanova fait son retour sur le banc après son opération. À la fin du match, il affirme qu'il n'est qu'au début du processus de guérison et que le chemin est encore long. Avec cette victoire (la dix-septième), Barcelone égale le record de points dans un premier tour de championnat (52 points) alors qu'il reste encore une journée à jouer. À la mi-janvier, Vilanova part à New York pour y recevoir un traitement de radiothérapie et chimiothérapie durant les mois de février et mars.
Le 7 janvier, Andrés Iniesta, Lionel Messi, Xavi, Gerard Piqué et Dani Alves, vainqueurs du prix FIFA/FIFPro World XI 2012, se rendent à Zurich pour la cérémonie de remise du Ballon d'or 2012 remporté par Messi pour la quatrième fois d'affilée. Le 10, Barcelone joue le match retour de 8es de finale de Coupe du Roi contre Cordoue (victoire 5 à 0 dont un but magnifique de David Villa). Le premier tour de la Liga s'achève par une victoire 3 à 1 sur le terrain de Málaga le 13 janvier. Avec cette victoire, Barcelone bat le record de points dans un premier tour de championnat (55 points sur 57 possibles). Le Barça compte désormais 18 points d'avance sur le Real Madrid et 11 sur l'Atlético. Lionel Messi occupe la tête du classement des meilleurs buteurs du championnat avec un total stratosphérique de 28 buts.
Les 16 et 24 janvier, Barcelone affronte de nouveau Málaga en quarts de finale de la Coupe du Roi. Lors du match aller au Camp Nou, Málaga parvient à arracher un match nul 2 à 2 face à un Barça qui n'a pas aligné tous ses titulaires (Xavi, Fàbregas, Busquets, Piqué et Villa n'étaient pas dans le onze initial). Avant le match, Lionel Messi a présenté au public ses quatre Ballons d'or.
Le 17 janvier, Víctor Valdés annonce sa décision irrévocable de ne pas renouveler le contrat qui le lie au FC Barcelone jusqu'en juin 2014.
Le 19 janvier, Barcelone entame la seconde moitié du championnat en encaissant sa première défaite au Stade d'Anoeta contre la Real Sociedad 3 à 2 (20e journée de championnat).
Le 24 janvier, Barcelone se qualifie pour les 1/2 finales de Coupe du Roi en battant Málaga au match retour 4 à 2 au Stade de la Rosaleda (2-2 à l'aller). Messi inscrit son 40e but de la saison, qui est aussi le 100e but barcelonais de la saison toutes compétitions confondues.
Le 27 janvier, le Barça étrille Osasuna au Camp Nou (21e journée de championnat) 5 à 1 avec le premier quadruplé de la saison de Messi.
Les Blaugranas font match nul 1 à 1 face au Real Madrid le 30 au Santiago Bernabéu lors du match aller de demi-finale de Coupe du Roi. Le Barça dispose en deuxième mi-temps de nombreuses occasions pour l'emporter, mais le manque de réussite fait que l'éliminatoire se décidera lors du match retour au Camp Nou.

### Février
Le 3 février, au Stade de Mestalla, lors de le 22e journée de championnat, Barcelone fait match nul 1 à 1 contre Valence, avec un but de Lionel Messi. Une semaine après, Barcelone reçoit Getafe avec un horaire inhabituel puisque pour la première fois depuis 1985 le Barça joue à midi (23e journée de championnat). Le Barça, avec un Andrés Iniesta étincelant, l'emporte 6 à 1, dont un but de Lionel Messi. Avec la défaite de l'Atlético Madrid, Barcelone compte douze points d'avance sur son dauphin.
Le 16 février, Barcelone rend visite à Grenade CF (24e journée de championnat) et l'emporte 2 à 1 grâce à un nouveau doublé de Lionel Messi qui dépasse la barrière des 300 buts sous le maillot blaugrana.
Février est marqué par le retour de la Ligue des champions. Barcelone perd contre l'AC Milan 0-2 lors de l'aller des 8es de finale le 20 février à San Siro ce qui oblige les Catalans à une remontée lors du match retour.
Le 23 février au Camp Nou (25e journée de championnat), Barcelone bat Séville 2 à 1 avec des buts de Villa et Messi qui a réussi à marquer lors des quinze dernières journées de championnat.
Barcelone est éliminé le 26 en 1/2 finale de Coupe du Roi contre le Real Madrid au Camp Nou (défaite 1 à 3).

### Mars
Le 2 mars, Barcelone perd 2 à 1 au stade Santiago Bernabéu lors d'un nouveau Clásico face au Real Madrid (26e journée de championnat). Lionel Messi, en marquant le but de Barcelone, devient le meilleur buteur de l'histoire des Clásicos à égalité avec Alfredo Di Stéfano (18 buts chacun). Messi a réussi à marquer lors des seize dernières journées de championnat, il est ainsi le premier joueur de l'histoire d'un championnat européen à avoir réussi cette performance. À douze journées de la fin du championnat, Barcelone conserve une avance confortable de 11 points sur l'Atlético Madrid et 13 points sur le Real Madrid.
Barcelone renoue avec la victoire le 9 mars en battant au Camp Nou le Deportivo La Corogne 2 à 0 (buts d'Alexis Sánchez et Lionel Messi) lors de la 27e journée de championnat. Le Barça compte désormais 13 points d'avance sur le Real et 14 sur l'Atlético.
Le 12 mars, Barcelone affronte le match retour de 8es de finale de Ligue des champions contre l'AC Milan au Camp Nou avec l'objectif de remonter le 2-0 du match aller. Barcelone retrouve son niveau après quelques matchs en demi-teinte et réussit le match parfait à base de fougue offensive, de technique et de dépense physique. Messi inscrit deux buts en première mi-temps, puis Villa et Alba ajoutent deux autres buts en seconde mi-temps. Ainsi pour la quatrième fois en autant d'éliminatoires Barcelone élimine l'AC Milan en Ligue des champions après les saisons 1959-1960, 2005-2006 et 2011-2012. C'est la première fois dans l'histoire de la Ligue des champions qu'une équipe parvient à remonter un 2-0 du match aller. Avec ce match, Víctor Valdés effectue sa centième apparition en Ligue des champions. En nombre d'apparition, il se place juste derrière des gardiens comme Casillas (129), Kahn (107) et Shovkovskiy (101), et il égale Van der Sar (100).
Le 17 mars, Barcelone bat le Rayo Vallecano 3 à 1 au Camp Nou lors de la 28e journée de championnat avec un but de Villa et deux de Messi, qui a marqué au cours des 18 dernières journées de championnat. La Liga s'interrompt pendant quinze jours en raison des matchs qualificatifs de l'Espagne pour la prochaine Coupe du monde. Neuf joueurs du Barça sont convoqués par le sélectionneur espagnol Vicente del Bosque.
Mars s'achève par un match nul 2 à 2 au stade de Balaídos contre le Celta de Vigo le 30 mars (29e journée de championnat). Lionel Messi inscrit un but et devient le premier joueur de l'histoire qui a réussi à marquer un but à toutes les équipes de la Liga consécutivement. Il s'agit de la 19e journée consécutive qu'il marque, c'est-à-dire un tour complet de championnat.

### Avril
Barcelone obtient un match nul 2 à 2 lors du match aller des quarts de finale de la Ligue des champions au Parc des Princes face au Paris Saint-Germain le 2 avril. Lionel Messi ouvre le score en 1re mi-temps mais il se blesse peu après et est indisponible durant une semaine. L'entraîneur Tito Vilanova fait son retour sur le banc après avoir été absent depuis janvier à la suite du traitement contre sa maladie à New York.
Barcelone entame la dernière ligne droite de la Liga en battant Majorque 5 à 0 (hat-trick de Cesc Fàbregas et doublé d'Alexis Sánchez) le 6 avril au Camp Nou (30e journée de championnat). Ce match est marqué par l'absence de Lionel Messi et le retour d'Éric Abidal, 402 jours après son dernier match officiel.
Le 10 avril, Barcelone se qualifie pour sa sixième demi-finale consécutive de la Ligue des champions, ce qui est un record, en faisant match nul 1 à 1 (but de Pedro) lors du match retour des quarts de finale face au PSG au Camp Nou.
Barcelone, privé de Messi, Iniesta, Pedro et Busquets, bat Saragosse 3 à 0 au stade de la Romareda le 14 avril lors de la 31e journée de championnat avec un but de Thiago Alcántara et un doublé de Cristian Tello.
Le 20 avril, au Camp Nou, Barcelone bat Levante 1 à 0 grâce à un but de Cesc Fàbregas (32e journée de championnat) et maintient son avance de 13 points sur le Real Madrid avant de jouer, le 23 avril, le match aller de la demi-finale de la Ligue des champions face au Bayern Munich (défaite 4 à 0).
Le 27 avril (33e journée de championnat), Barcelone fait match nul 2 à 2 (buts de Messi et Alexis) face à l'Athletic lors de son dernier déplacement dans l'un des stades les plus mythiques du football espagnol : le stade de San Mamés à Bilbao qui après un siècle d'histoire va être démoli à la fin de la saison.

### Mai
Le mois de mai débute au Camp Nou par le match retour de demi-finale de la Ligue des champions face au Bayern Munich (défaite 0-3). Le Barça se reprend en battant 4 à 2 (deux buts de Messi) le Real Betis le 5 mai au Camp Nou (34e journée de championnat).
Le 11 mai, à la suite du match nul du Real Madrid sur le terrain de l'Espanyol, le FC Barcelone est mathématiquement sacré champion d'Espagne pour la 22e fois. Le jour suivant, Barcelone se déplace au stade Vicente Calderón et bat l'Atlético Madrid 2 à 1 (35e journée de championnat). Lionel Messi se blesse au cours de ce match mettant un terme à sa saison.
Le 19 mai, Barcelone bat le Real Valladolid 2 à 1 au Camp Nou (36e journée de championnat) et reçoit le trophée de champion de la Liga des mains du président de la Fédération espagnole de football.
Barcelone remporte face à l'Espanyol le derby barcelonais le 26 mai au Stade de Cornellà (37e journée de championnat).
Le 29 mai, l'équipe remporte la Coupe de Catalogne, en battant l'Espanyol lors de la séance de tirs au but.

### Juin
Le championnat d'Espagne s'achève le 1er juin par la visite de Málaga CF au Camp Nou (38e journée de championnat). Barcelone bat Málaga 4 à 1 et parvient à égaler les records de points et de victoires détenus depuis la saison précédente par le Real Madrid (100 points et 32 victoires). Barcelone a réussi à marquer au moins un but lors des derniers 56 matchs de championnat, performance qu'aucun club n'avait réussi auparavant. Barcelone a également réussi à battre son record de buts en championnat (115 buts) et établi le plus grand écart de points entre le premier et le deuxième dans toute l'histoire de la Liga (15 points d'écart sur le Real Madrid).
78 % des buts marqués en championnat ont été l'œuvre de joueurs formés à la Masia. Un tel pourcentage constitue un record.

## Transferts
Le 28 juin 2012, le Barça officialise le recrutement du latéral gauche de l'équipe d'Espagne, Jordi Alba pour un montant de 14 millions d'euros. Le 18 août, c'est l'international camerounais Alexandre Song qui rejoint le club blaugrana en provenance d'Arsenal.
Les jeunes de l'équipe réserve Marc Bartra, Martín Montoya, Jonathan dos Santos et Marc Muniesa rejoignent l'équipe première.
En juillet, le club annonce le départ de Seydou Keita qui part jouer dans le championnat chinois après quatre saisons avec le Barça.
Les espoirs portugais Agostinho Cá et Edgar Ié, l'Argentin Sergio Araujo et les Espagnols David Lombán, Luis Alberto (ex-Séville FC), Sergi Juste et Joan Àngel Román (ex-Manchester City) sont recrutés pour jouer avec l'équipe réserve.
Le 15 octobre 2012, le FC Barcelone annonce que le défenseur Andreu Fontàs est prêté au RCD Majorque.
Le 31 janvier 2013, le FC Barcelone annonce que l'attaquant Isaac Cuenca est prêté à Ajax Amsterdam.
| Nom                 | Nationalité | Forme                           | Provenance/Destination | Division             |
| Arrivées            |             |                                 |                        |                      |
| Jordi Alba          | Espagne     | Transfert (14M€)                | Valence CF             | Liga                 |
| Alex Song           | Cameroun    | Transfert (19M€)                | Arsenal                | Premier league       |
| Marc Bartra         | Espagne     | Formé au club                   | FC Barcelone B         | Segunda División     |
| Jonathan dos Santos | Mexique     | Formé au club                   | FC Barcelone B         | Segunda División     |
| Martín Montoya      | Espagne     | Formé au club                   | FC Barcelone B         | Segunda División     |
| Marc Muniesa        | Espagne     | Formé au club                   | FC Barcelone B         | Segunda División     |
| Départs             |             |                                 |                        |                      |
| Seydou Keita        | Mali        | Rupture de contrat              | Dalian Aerbin          | Chinese Super League |
| Henrique            | Brésil      | Rupture de contrat              | SE Palmeiras           | Série A              |
| Keirrison           | Brésil      | Prêt sans option d'achat (1 an) | Coritiba FC            | Série A              |
| Ibrahim Afellay     | Pays-Bas    | Prêt avec option d'achat (1 an) | Schalke 04             | Bundesliga           |
| Andreu Fontàs       | Espagne     | Prêt                            | RCD Majorque           | Liga BBVA            |
| Isaac Cuenca        | Espagne     | Prêt                            | Ajax Amsterdam         | Eredivisie           |

## Joueurs et encadrement technique

### Effectif et encadrement
Le FC Barcelone compte huit joueurs étrangers dans son effectif ce qui constitue le nombre le plus bas depuis 1995. 68 % de l'effectif a été formé au club.
| N°                    | Nom                     | Poste                             | Naissance         | Nationalité sportive | Fin du contrat | Origine                                   |
| Gardiens de but       |                         |                                   |                   |                      |                |                                           |
| 1                     | Víctor Valdés           | Gardien de but                    | 14 janvier 1982   | Espagne              | 30 juin 2014   | Formé au club                             |
| 13                    | José Manuel Pinto       | Gardien de but                    | 15 novembre 1975  | Espagne              | 30 juin 2013   | 2008 du Celta Vigo                        |
| Défenseurs            |                         |                                   |                   |                      |                |                                           |
| 21                    | Adriano                 | Arrière latéral                   | 26 octobre 1984   | Brésil               | 30 juin 2014   | 2010 du Séville FC                        |
| 18                    | Jordi Alba              | Arrière latéral                   | 21 mars 1989      | Espagne              | 30 juin 2017   | 2012 du Valence CF (Formé au club)        |
| 22                    | Éric Abidal             | Arrière latéral/Défenseur central | 11 juillet 1979   | France               | 30 juin 2013   | 2007 de Olympique lyonnais                |
| 5                     | Carles Puyol            | Défenseur central                 | 13 avril 1978     | Espagne              | 30 juin 2013   | Formé au club                             |
| 3                     | Gerard Piqué            | Défenseur central                 | 2 février 1987    | Espagne              | 30 juin 2015   | 2008 de Manchester United (Formé au club) |
| 14                    | Javier Mascherano       | Défenseur central                 | 8 juin 1984       | Argentine            | 30 juin 2014   | 2010 de Liverpool                         |
| 15                    | Marc Bartra             | Défenseur central                 | 15 janvier 1991   | Espagne              | 30 juin 2014   | Formé au club                             |
| 26                    | Marc Muniesa            | Défenseur central                 | 27 mars 1992      | Espagne              | 30 juin 2014   | Formé au club                             |
| 19                    | Martin Montoya          | Arrière latéral                   | 14 avril 1991     | Espagne              | 30 juin 2014   | Formé au club                             |
| 2                     | Dani Alves              | Arrière latéral                   | 6 mai 1983        | Brésil               | 30 juin 2015   | 2008 du Séville FC                        |
| Milieux de terrain    |                         |                                   |                   |                      |                |                                           |
| 16                    | Sergio Busquets         | Milieu défensif                   | 16 juillet 1988   | Espagne              | 30 juin 2015   | Formé au club                             |
| 25                    | Alexandre Song          | Milieu défensif/Défenseur central | 9 septembre 1987  | Cameroun             | 30 juin 2017   | 2012 de Arsenal                           |
| 12                    | Jonathan dos Santos     | Milieu relayeur                   | 26 avril 1990     | Mexique              | 30 juin 2015   | Formé au club                             |
| 6                     | Xavi Hernández          | Milieu relayeur                   | 25 janvier 1980   | Espagne              | 30 juin 2014   | Formé au club                             |
| 8                     | Andrés Iniesta          | Milieu relayeur                   | 11 mai 1984       | Espagne              | 30 juin 2015   | Formé au club                             |
| 4                     | Cesc Fàbregas           | Milieu relayeur                   | 4 mai 1987        | Espagne              | 30 juin 2016   | 2011 de Arsenal (Formé au club)           |
| 11                    | Thiago Alcántara        | Milieu relayeur                   | 11 avril 1991     | Espagne              | 30 juin 2015   | Formé au club                             |
| Attaquants            |                         |                                   |                   |                      |                |                                           |
| 17                    | Pedro Rodríguez         | Ailier                            | 28 juillet 1987   | Espagne              | 30 juin 2016   | Formé au club                             |
| 10                    | Lionel Messi            | Attaquant                         | 24 juin 1987      | Argentine            | 30 juin 2016   | Formé au club                             |
| 9                     | Alexis Sánchez          | Ailier/Attaquant                  | 19 décembre 1988  | Chili                | 30 juin 2016   | 2011 de Udinese                           |
| 7                     | David Villa             | Ailier/Attaquant                  | 3 décembre 1981   | Espagne              | 30 juin 2014   | 2010 de Valence CF                        |
| 37                    | Cristian Tello          | Ailier                            | 11 août 1991      | Espagne              | 30 juin 2016   | Formé au club                             |
| Encadrement technique |                         |                                   |                   |                      |                |                                           |
|                       | Tito Vilanova           | Entraîneur                        | 17 septembre 1968 | Espagne              | 30 juin 2014   | 2008                                      |
|                       | Jordi Roura             | Entraîneur adjoint                | 10 septembre 1967 | Espagne              | 30 juin 2014   | 2012                                      |
|                       | José Ramón de la Fuente | Entraîneur des gardiens           |                   | Espagne              |                | 2012                                      |
|                       | Edu Pons                | Préparateur physique              |                   | Espagne              |                | 2012                                      |
|                       | Andoni Zubizarreta      | Directeur sportif                 | 23 octobre 1961   | Espagne              |                | 2010                                      |

Joueurs réserves en provenance du FC Barcelone B :
| N° | Nom             | Poste     | Naissance       | Nationalité sportive |
| 27 | Gerard Deulofeu | Attaquant | 13 mars 1994    | Espagne              |
| 28 | Sergi Roberto   | Milieu    | 7 février 1992  | Espagne              |
| 29 | Carles Planas   | Défenseur | 4 mars 1991     | Espagne              |
| 30 | Rafinha         | Milieu    | 12 février 1993 | Brésil               |

## Compétitions

### Championnat

#### Calendrier
| Date       | J.  | Adversaire           | Lieu                                          | Score | Buteurs                                                         |
| ---------- | --- | -------------------- | --------------------------------------------- | ----- | --------------------------------------------------------------- |
| 19/08/2012 | 1re | Real Sociedad        | Camp Nou, Barcelone                           | 5-1   | Puyol 4e Messi 11e 16e Pedro 41e Villa 84e                      |
| 26/08/2012 | 2e  | Osasuna              | Reyno de Navarra, Pampelune                   | 1-2   | Messi 76e 80e                                                   |
| 02/09/2012 | 3e  | Valence              | Camp Nou, Barcelone                           | 1-0   | Adriano 23e                                                     |
| 15/09/2012 | 4e  | Getafe               | Coliseum Alfonso Pérez, Getafe                | 1-4   | Adriano 32e Messi 74e (pen.) 78e Villa 90+1e                    |
| 22/09/2012 | 5e  | Grenade              | Camp Nou, Barcelone                           | 2-0   | Xavi 87e Gómez 90+2e (csc)                                      |
| 29/09/2012 | 6e  | Séville              | Sanchez Pizjuan, Séville                      | 2-3   | Fàbregas 53e 89e Villa 90+3e                                    |
| 07/10/2012 | 7e  | Real Madrid          | Camp Nou, Barcelone                           | 2-2   | Messi 31e 61e                                                   |
| 20/10/2012 | 8e  | Deportivo La Corogne | Stade du Riazor, La Corogne                   | 4-5   | Alba 3e Tello 9e Messi 18e 43e 77e                              |
| 27/10/2012 | 9e  | Rayo Vallecano       | Stade Teresa Rivero, Madrid                   | 0-5   | Villa 19e Messi 47e 88e Xavi 78e Fàbregas 79e                   |
| 03/11/2012 | 10e | Celta de Vigo        | Camp Nou, Barcelone                           | 3-1   | Adriano 21e Villa 26e Alba 61e                                  |
| 11/11/2012 | 11e | Majorque             | Ono Estadi, Majorque                          | 2-4   | Xavi 28e Messi 44e 70e Tello 45e                                |
| 17/11/2012 | 12e | Real Saragosse       | Camp Nou, Barcelone                           | 3-1   | Messi 16e 60e Song 26e                                          |
| 25/11/2012 | 13e | Levante              | Stade Ciutat de València, Levante             | 0-4   | Messi 47e 52e Iniesta 57e Fàbregas 63e                          |
| 01/12/2012 | 14e | Athletic Bilbao      | Camp Nou, Barcelone                           | 5-1   | Piqué 22e Messi 25e 70e Adriano 45e Fàbregas 56e                |
| 09/12/2012 | 15e | Betis Séville        | Stade Benito-Villamarín, Séville              | 1-2   | Messi 16e 25e                                                   |
| 16/12/2012 | 16e | Atlético Madrid      | Camp Nou, Barcelone                           | 4-1   | Adriano 36e Busquets 45e Messi 57e 88e                          |
| 22/12/2012 | 17e | Real Valladolid      | Stade José Zorrilla, Valladolid               | 1-3   | Xavi 43e Messi 59e Tello 94e                                    |
| 06/01/2013 | 18e | Espanyol             | Camp Nou, Barcelone                           | 4-0   | Xavi 10e Pedro 15e 27e Messi 29e (pen.)                         |
| 13/01/2013 | 19e | Malaga               | Stade La Rosaleda, Malaga                     | 1-3   | Messi 27e Fàbregas 50e Thiago 82e                               |
| 19/01/2013 | 20e | Real Sociedad        | Stade d'Anoeta, Saint-Sébastien               | 3-2   | Messi 7e Pedro 25e                                              |
| 27/01/2013 | 21e | Osasuna              | Camp Nou, Barcelone                           | 5-1   | Messi 11e 28e (pen.) 56e 58e Pedro 40e                          |
| 03/02/2013 | 22e | Valence              | Mestalla, Valence                             | 1-1   | Messi 39e (pen.)                                                |
| 10/02/2013 | 23e | Getafe               | Camp Nou, Barcelone                           | 6-1   | Alexis 6e Messi 13e Villa 58e Tello 78e Iniesta 90e Piqué 90+2e |
| 16/02/2013 | 24e | Grenade              | Nuevo Los Cármenes, Grenade                   | 1-2   | Messi 50e 73e                                                   |
| 23/02/2013 | 25e | Séville              | Camp Nou, Barcelone                           | 2-1   | Villa 52e Messi 60e                                             |
| 02/03/2013 | 26e | Real Madrid          | Santiago Bernabéu, Madrid                     | 2-1   | Messi 18e                                                       |
| 09/03/2013 | 27e | Deportivo La Corogne | Camp Nou, Barcelone                           | 2-0   | Alexis 38e Messi 88e                                            |
| 17/03/2013 | 28e | Rayo Vallecano       | Camp Nou, Barcelone                           | 3-1   | Villa 25e Messi 40e 57e                                         |
| 30/03/2013 | 29e | Celta de Vigo        | Stade Balaídos, Vigo                          | 2-2   | Tello 43e Messi 72e                                             |
| 06/04/2013 | 30e | Majorque             | Camp Nou, Barcelone                           | 5-0   | Fàbregas 20e 37e 46e Alexis 22e 39e                             |
| 14/04/2013 | 31e | Real Saragosse       | La Romareda, Saragosse                        | 0-3   | Thiago 20e Tello 39e 53e                                        |
| 20/04/2013 | 32e | Levante              | Camp Nou, Barcelone                           | 1-0   | Fàbregas 84e                                                    |
| 27/04/2013 | 33e | Athletic Bilbao      | Stade San Mamés, Bilbao                       | 2-2   | Messi 66e Alexis 69e                                            |
| 05/05/2013 | 34e | Betis Séville        | Camp Nou, Barcelone                           | 4-2   | Alexis 9e Villa 56e Messi 60e 71e                               |
| 12/05/2013 | 35e | Atlético Madrid      | Stade Vicente Calderón, Madrid                | 1-2   | Alexis 72e Gabi 79e (csc)                                       |
| 19/05/2013 | 36e | Real Valladolid      | Camp Nou, Barcelone                           | 2-1   | Pedro 21e Valiente 42e (csc)                                    |
| 26/05/2013 | 37e | Espanyol             | Stade Cornellà-El Prat, Cornellà de Llobregat | 0-2   | Alexis 14e Pedro 86e                                            |
| 01/06/2013 | 38e | Malaga               | Camp Nou, Barcelone                           | 4-1   | Villa 4e Fàbregas 14e Montoya 16e Iniesta 52e                   |

#### Classement et statistiques

##### Classement
Le classement est établi sur le barème de points classique (victoire à 3 points, match nul à 1, défaite à 0).
mis à jour le 2 juin 2013
| Rang | Équipe                 | Pts | J  | G  | N  | P  | Bp  | Bc | Diff |
| ---- | ---------------------- | --- | -- | -- | -- | -- | --- | -- | ---- |
| 1    | FC Barcelone           | 100 | 38 | 32 | 4  | 2  | 115 | 40 | +75  |
| 2    | Real Madrid T S        | 85  | 38 | 26 | 7  | 5  | 103 | 42 | +61  |
| 3    | Atlético Madrid SU C   | 76  | 38 | 23 | 7  | 8  | 65  | 31 | +34  |
| 4    | Real Sociedad          | 66  | 38 | 18 | 12 | 8  | 70  | 49 | +21  |
| 5    | Valence CF             | 65  | 37 | 19 | 8  | 10 | 67  | 54 | +13  |
| 6    | Málaga CF              | 57  | 38 | 16 | 9  | 13 | 53  | 50 | +3   |
| 7    | Bétis Séville          | 56  | 38 | 16 | 8  | 14 | 57  | 56 | +1   |
| 8    | Rayo Vallecano         | 53  | 38 | 16 | 5  | 17 | 50  | 66 | -16  |
| 9    | Séville FC             | 50  | 38 | 14 | 8  | 16 | 58  | 54 | +4   |
| 10   | Getafe CF              | 47  | 38 | 13 | 8  | 17 | 43  | 57 | -14  |
| 11   | Levante UD             | 46  | 38 | 12 | 10 | 16 | 40  | 57 | -17  |
| 12   | Athletic Bilbao        | 45  | 38 | 12 | 9  | 17 | 44  | 65 | -21  |
| 13   | Espanyol Barcelone     | 44  | 38 | 11 | 11 | 16 | 43  | 52 | -9   |
| 14   | Real Valladolid P      | 43  | 38 | 11 | 10 | 17 | 49  | 58 | -9   |
| 15   | Grenade CF             | 42  | 38 | 11 | 9  | 18 | 37  | 54 | -17  |
| 16   | CA Osasuna             | 39  | 38 | 10 | 9  | 19 | 33  | 50 | -17  |
| 17   | Celta Vigo P           | 37  | 38 | 10 | 7  | 21 | 37  | 52 | -15  |
| 18   | RCD Majorque           | 36  | 38 | 9  | 9  | 20 | 43  | 72 | -29  |
| 19   | Deportivo La Corogne P | 35  | 38 | 8  | 11 | 19 | 47  | 70 | -23  |
| 20   | Real Saragosse         | 34  | 38 | 9  | 7  | 22 | 37  | 62 | -25  |

Qualifications européennes
Ligue des Champions 2013-2014
- 1er, 2e et 3e : phase de groupes
- 4e : tour de barrages pour non-champions

Ligue Europa 2013-2014
- 5e : Phase de groupes
- 6e : Tour de barrage
- 7e : 3e tour de qualification

Abréviations
T : Tenant du titre

P : Promus de Liga Adelante

S : Vainqueur de la Supercoupe d'Espagne 2012

SU : Vainqueur de la Supercoupe de l'UEFA 2012

C : Vainqueur de la Coupe du Roi 2012-2013
Le 11 mai 2013 le FC Barcelone est champion.
| Liga BBVA Champion 2012-2013 |
| ---------------------------- |
| FC Barcelone 22e Titre       |

##### Évolution du classement
Barcelone prend la tête du championnat dès la première journée et parvient à être champion en ayant toujours maintenu la première place au classement.
| Journée | 1 | 2 | 3 | 4 | 5 | 6 | 7 | 8 | 9 | 10 | 11 | 12 | 13 | 14 | 15 | 16 | 17 | 18 | 19 | 20 | 21 | 22 | 23 | 24 | 25 | 26 | 27 | 28 | 29 | 30 | 31 | 32 | 33 | 34 | 35 | 36 | 37 | 38 | Journées en tête | Nombre de journées relégable |
| ------- | - | - | - | - | - | - | - | - | - | -- | -- | -- | -- | -- | -- | -- | -- | -- | -- | -- | -- | -- | -- | -- | -- | -- | -- | -- | -- | -- | -- | -- | -- | -- | -- | -- | -- | -- | ---------------- | ---------------------------- |
| Rang    | 1 | 1 | 1 | 1 | 1 | 1 | 1 | 1 | 1 | 1  | 1  | 1  | 1  | 1  | 1  | 1  | 1  | 1  | 1  | 1  | 1  | 1  | 1  | 1  | 1  | 1  | 1  | 1  | 1  | 1  | 1  | 1  | 1  | 1  | 1  | 1  | 1  | 1  | 38               | 0                            |

### Trophée Joan Gamper
| Date       | Adversaire      | Lieu                | Score | Buteurs |
| ---------- | --------------- | ------------------- | ----- | ------- |
| 20/08/2012 | Sampdoria Gênes | Camp Nou, Barcelone | 0-1   |         |

### Supercoupe d'Espagne
Les deux matchs de la Supercoupe d'Espagne face au Real Madrid ont lieu les 23 (au Camp Nou) et 29 août 2012 (à Madrid).
| Date       | J.     | Adversaire  | Lieu                      | Score | Buteurs                               |
| ---------- | ------ | ----------- | ------------------------- | ----- | ------------------------------------- |
| 23/08/2012 | Aller  | Real Madrid | Camp Nou, Barcelone       | 3-2   | Pedro 56e, Messi 70e (pen.), Xavi 78e |
| 29/08/2012 | Retour | Real Madrid | Santiago Bernabéu, Madrid | 2-1   | Messi 45e                             |

Malgré l'égalité au total des deux scores : 4-4, le Real Madrid a remporté la Supercoupe en raison de la règle des buts marqués à l'extérieur.

### Coupe du Roi
| Date       | J.         | Adversaire       | Lieu                          | Score | Buteurs                                  |
| ---------- | ---------- | ---------------- | ----------------------------- | ----- | ---------------------------------------- |
| 30/10/2012 | 16e aller  | Deportivo Alavés | Mendizorroza, Vitoria-Gasteiz | 0-3   | Villa 40e Iniesta 51e Fàbregas 88e       |
| 28/11/2012 | 16e retour | Deportivo Alavés | Camp Nou, Barcelone           | 3-1   | Adriano 35e Villa 56e 59e                |
| 12/12/2012 | 8e aller   | Córdoba CF       | Stade Nuevo Arcángel, Cordoue | 0-2   | Messi 11e 74e                            |
| 10/01/2013 | 8e retour  | Córdoba CF       | Camp Nou, Barcelone           | 5-0   | Thiago 17e Villa 21e 26e Alexis 55e 85e  |
| 16/01/2013 | 1/4 aller  | Málaga CF        | Camp Nou, Barcelone           | 2-2   | Messi 29e Puyol 30e                      |
| 24/01/2013 | 1/4 retour | Málaga CF        | Stade La Rosaleda, Malaga     | 2-4   | Pedro 8e Piqué 49e Iniesta 76e Messi 80e |
| 30/01/2013 | 1/2 aller  | Real Madrid      | Santiago Bernabéu, Madrid     | 1-1   | Fàbregas 50e                             |
| 26/02/2013 | 1/2 retour | Real Madrid      | Camp Nou, Barcelone           | 1-3   | Alba 89e                                 |

### Ligue des Champions

#### Phase de poule
| Date       | J.      | Adversaire        | Lieu           | Score | Buteurs                        |
| ---------- | ------- | ----------------- | -------------- | ----- | ------------------------------ |
| 19/9/2012  | Match 1 | FK Spartak Moscou | Camp Nou       | 3-2   | Tello 14e Messi 71e 80e        |
| 2/10/2012  | Match 2 | SL Benfica        | Estádio da Luz | 0-2   | Alexis 6e Fàbregas 56e         |
| 23/10/2012 | Match 3 | Celtic FC         | Camp Nou       | 2-1   | Iniesta 45e Alba 90+4e         |
| 7/11/2012  | Match 4 | Celtic FC         | Celtic Park    | 2-1   | Messi 90+1e                    |
| 20/11/2012 | Match 5 | FK Spartak Moscou | Stade Loujniki | 0-3   | Daniel Alves 16e Messi 27e 39e |
| 5/12/2012  | Match 6 | SL Benfica        | Camp Nou       | 0-0   |                                |

| Rang | Équipe            | Pts | J | G | N | P | Bp | Bc | Diff |
| ---- | ----------------- | --- | - | - | - | - | -- | -- | ---- |
| 1    | FC Barcelone      | 13  | 6 | 4 | 1 | 1 | 11 | 5  | +6   |
| 2    | Celtic FC         | 10  | 6 | 3 | 1 | 2 | 9  | 8  | +1   |
| 3    | SL Benfica        | 8   | 6 | 2 | 2 | 2 | 5  | 5  | 0    |
| 4    | FK Spartak Moscou | 3   | 6 | 1 | 0 | 5 | 7  | 14 | -7   |

#### Huitièmes de finale
| Date       | J.     | Adversaire | Lieu                | Score | Buteurs                           |
| ---------- | ------ | ---------- | ------------------- | ----- | --------------------------------- |
| 20/02/2013 | Aller  | AC Milan   | San Siro, Milan     | 2-0   |                                   |
| 12/03/2013 | Retour | AC Milan   | Camp Nou, Barcelone | 4-0   | Messi 5e 40e Villa 55e Alba 90+2e |

#### Quarts de finale
| Date       | J.     | Adversaire          | Lieu                    | Score | Buteurs                   |
| ---------- | ------ | ------------------- | ----------------------- | ----- | ------------------------- |
| 02/04/2013 | Aller  | Paris Saint-Germain | Parc des Princes, Paris | 2-2   | Messi 38e Xavi 89e (pen.) |
| 10/04/2013 | Retour | Paris Saint-Germain | Camp Nou, Barcelone     | 1-1   | Pedro 71e                 |

#### Demi-finale
| Date       | J.     | Adversaire    | Lieu                  | Score | Buteurs |
| ---------- | ------ | ------------- | --------------------- | ----- | ------- |
| 23/04/2013 | Aller  | Bayern Munich | Allianz-Arena, Munich | 4-0   |         |
| 01/05/2013 | Retour | Bayern Munich | Camp Nou, Barcelone   | 0-3   |         |

## Statistiques individuelles

### Statistiques buteurs
Mis à jour le 1er juin 2013 après le match face à Malaga.
| Place   | Nom                  | Liga     | Coupe du Roi | Ligue des champions | Supercoupe d'Espagne | TOTAL des buts |
| 1       | Messi                | 46 buts  | 4 buts       | 8 buts              | 2 buts               | 60 buts        |
| 2       | Villa                | 10 buts  | 5 buts       | 1 but               | -                    | 16 buts        |
| 3       | Fàbregas             | 11 buts  | 2 buts       | 1 but               | -                    | 14 buts        |
| 4       | Alexis               | 8 buts   | 2 buts       | 1 but               | -                    | 11 buts        |
| 5       | Pedro                | 7 buts   | 1 but        | 1 but               | 1 but                | 10 buts        |
| 6       | Tello                | 7 buts   | -            | 1 but               | -                    | 8 buts         |
| 7       | Xavi                 | 5 buts   | -            | 1 but               | 1 but                | 7 buts         |
| 8       | Adriano              | 5 buts   | 1 but        | -                   | -                    | 6 buts         |
| 8       | Iniesta              | 3 buts   | 2 buts       | 1 but               | -                    | 6 buts         |
| 10      | Alba                 | 2 buts   | 1 but        | 2 buts              | -                    | 5 buts         |
| 11      | Piqué                | 2 buts   | 1 but        | -                   | -                    | 3 buts         |
| 11      | Thiago               | 2 buts   | 1 but        | -                   | -                    | 3 buts         |
| 13      | Puyol                | 1 but    | 1 but        | -                   | -                    | 2 buts         |
| 14      | Song                 | 1 but    | -            | -                   | -                    | 1 but          |
| 14      | Alves                | -        | -            | 1 but               | -                    | 1 but          |
| 14      | Busquets             | 1 but    | -            | -                   | -                    | 1 but          |
| 14      | Montoya              | 1 but    | -            | -                   | -                    | 1 but          |
| #       | contre son camp      | 3 buts   | -            | -                   | -                    | 3 buts         |
| Détails | 18 buteurs blaugrana | 115 buts | 21 buts      | 18 buts             | 4 buts               | 158 buts       |

### Statistiques passeurs
Mis à jour le 1er juin 2013 après le match face à Malaga.
| Place   | Nom                   | Liga      | Coupe du Roi | Ligue des champions | Supercoupe d'Espagne | TOTAL des passes |
| 1       | Iniesta               | 16 passes | 3 passes     | 1 passe             | 1 passe              | 21 passes        |
| 2       | Messi                 | 12 passes | 1 passe      | 3 passes            | -                    | 16 passes        |
| 3       | Alexis                | 9 passes  | 1 passe      | 2 passes            | -                    | 12 passes        |
| 3       | Fàbregas              | 11 passes | 1 passe      | -                   | -                    | 12 passes        |
| 3       | Xavi                  | 8 passes  | -            | 4 passes            | 0 passe              | 12 passes        |
| 6       | Alves                 | 4 passes  | 3 passes     | 1 passe             | -                    | 8 passes         |
| 7       | Thiago                | 3 passes  | 4 passes     | -                   | -                    | 7 passes         |
| 7       | Villa                 | 4 passes  | 2 passes     | 1 passe             | -                    | 7 passes         |
| 7       | Pedro                 | 6 passes  | -            | 1 passe             | -                    | 7 passes         |
| 10      | Tello                 | 4 passes  | 1 passe      | 1 passe             | 0 passe              | 6 passes         |
| 11      | Alba                  | 5 passes  | -            | -                   | -                    | 5 passes         |
| 12      | Montoya               | 2 passes  | -            | -                   | -                    | 2 passes         |
| 12      | Busquets              | 2 passes  | -            | -                   | -                    | 2 passes         |
| 12      | Adriano               | 1 passe   | -            | 1 passe             | -                    | 2 passes         |
| 15      | Mascherano            | -         | -            | -                   | 1 passe              | 1 passe          |
| 15      | Song                  | -         | 1 passe      | -                   | -                    | 1 passe          |
| 15      | Sergi Roberto         | -         | 1 passe      | -                   | -                    | 1 passe          |
| Détails | 17 passeurs blaugrana | 87 passes | 18 passes    | 15 passes           | 2 passes             | 122 passes       |

### Statistiques individuelles
Mis à jour le 1er juin 2013 après le match face à Malaga.
| Numéro | Nat. | Nom         | Championnat | Championnat | Championnat | Championnat  | Coupe du Roi | Coupe du Roi | Coupe du Roi | Coupe du Roi | Ligue des champions | Ligue des champions | Ligue des champions | Ligue des champions | Supercoupe d'Espagne | Supercoupe d'Espagne | Supercoupe d'Espagne | Supercoupe d'Espagne | Total | Total       | Total  | Total        |
| Numéro | Nat. | Nom         | M.j.        | But inscrit | Averti      | Carton rouge | M.j.         | But inscrit  | Averti       | Carton rouge | M.j.                | But inscrit         | Averti              | Carton rouge        | M.j.                 | But inscrit          | Averti               | Carton rouge         | M.j.  | But inscrit | Averti | Carton rouge |
| ------ | ---- | ----------- | ----------- | ----------- | ----------- | ------------ | ------------ | ------------ | ------------ | ------------ | ------------------- | ------------------- | ------------------- | ------------------- | -------------------- | -------------------- | -------------------- | -------------------- | ----- | ----------- | ------ | ------------ |
| 1      |      | Valdés      | 31          | 0           | 1           | 1            | 0            | 0            | 0            | 0            | 11                  | 0                   | 0                   | 0                   | 2                    | 0                    | 0                    | 0                    | 44    | 0           | 1      | 1            |
| 2      |      | Alves       | 30          | 0           | 2           | 0            | 6            | 0            | 2            | 0            | 10                  | 1                   | 2                   | 0                   | 1                    | 0                    | 0                    | 0                    | 47    | 1           | 6      | 0            |
| 3      |      | Piqué       | 28          | 2           | 5           | 1            | 4            | 1            | 2            | 0            | 10                  | 0                   | 3                   | 0                   | 2                    | 0                    | 1                    | 0                    | 44    | 3           | 11     | 1            |
| 4      |      | Fàbregas    | 32          | 11          | 7           | 0            | 7            | 2            | 2            | 0            | 8                   | 1                   | 1                   | 0                   | 1                    | 0                    | 0                    | 0                    | 48    | 14          | 8      | 0            |
| 5      |      | Puyol       | 13          | 1           | 3           | 0            | 5            | 1            | 2            | 0            | 4                   | 0                   | 0                   | 0                   | 0                    | 0                    | 0                    | 0                    | 22    | 2           | 5      | 0            |
| 6      |      | Xavi        | 30          | 5           | 0           | 0            | 5            | 0            | 0            | 0            | 11                  | 1                   | 0                   | 0                   | 2                    | 1                    | 0                    | 0                    | 48    | 7           | 0      | 0            |
| 7      |      | Villa       | 28          | 10          | 0           | 0            | 5            | 5            | 0            | 0            | 10                  | 1                   | 0                   | 0                   | 0                    | 0                    | 0                    | 0                    | 43    | 16          | 0      | 0            |
| 8      |      | Iniesta     | 30          | 3           | 4           | 0            | 5            | 2            | 0            | 0            | 10                  | 1                   | 1                   | 0                   | 2                    | 0                    | 0                    | 0                    | 47    | 6           | 5      | 0            |
| 9      |      | Alexis      | 28          | 8           | 3           | 0            | 6            | 2            | 1            | 0            | 9                   | 1                   | 1                   | 0                   | 2                    | 0                    | 0                    | 0                    | 45    | 11          | 4      | 0            |
| 10     |      | Messi       | 32          | 46          | 1           | 0            | 5            | 4            | 1            | 0            | 11                  | 8                   | 0                   | 0                   | 2                    | 2                    | 0                    | 0                    | 50    | 60          | 2      | 0            |
| 11     |      | Thiago      | 27          | 2           | 4           | 0            | 7            | 1            | 0            | 0            | 2                   | 0                   | 0                   | 0                   | 0                    | 0                    | 0                    | 0                    | 36    | 3           | 4      | 0            |
| 12     |      | Dos Santos  | 3           | 0           | 0           | 0            | 3            | 0            | 0            | 0            | 0                   | 0                   | 0                   | 0                   | 0                    | 0                    | 0                    | 0                    | 6     | 0           | 0      | 0            |
| 13     |      | Pinto       | 7           | 0           | 0           | 0            | 8            | 0            | 0            | 0            | 1                   | 0                   | 0                   | 0                   | 0                    | 0                    | 0                    | 0                    | 16    | 0           | 0      | 0            |
| 14     |      | Mascherano  | 25          | 0           | 6           | 1            | 6            | 0            | 2            | 0            | 7                   | 0                   | 3                   | 0                   | 2                    | 0                    | 2                    | 0                    | 40    | 0           | 13     | 1            |
| 15     |      | Bartra \| 8 | 0           | 1           | 0           | 2            | 0            | 0            | 0            | 6            | 0                   | 1                   | 0                   | 0                   | 0                    | 0                    | 0                    | 16                   | 0     | 2           | 0      |              |
| 16     |      | Busquets    | 31          | 1           | 9           | 0            | 4            | 0            | 1            | 0            | 8                   | 0                   | 1                   | 1                   | 2                    | 0                    | 0                    | 0                    | 45    | 1           | 11     | 1            |
| 17     |      | Pedro       | 28          | 7           | 2           | 0            | 5            | 1            | 0            | 0            | 10                  | 1                   | 3                   | 0                   | 2                    | 1                    | 0                    | 0                    | 45    | 10          | 5      | 0            |
| 18     |      | Alba        | 29          | 2           | 3           | 0            | 4            | 1            | 1            | 0            | 9                   | 2                   | 3                   | 0                   | 2                    | 0                    | 0                    | 0                    | 44    | 5           | 7      | 0            |
| 19     |      | Montoya     | 15          | 1           | 0           | 0            | 5            | 0            | 1            | 0            | 3                   | 0                   | 0                   | 0                   | 1                    | 0                    | 0                    | 0                    | 24    | 1           | 1      | 0            |
| 21     |      | Adriano     | 23          | 5           | 3           | 0            | 3            | 1            | 0            | 0            | 6                   | 0                   | 2                   | 0                   | 2                    | 0                    | 0                    | 1                    | 34    | 6           | 5      | 1            |
| 22     |      | Abidal      | 5           | 0           | 0           | 0            | 0            | 0            | 0            | 0            | 0                   | 0                   | 0                   | 0                   | 0                    | 0                    | 0                    | 0                    | 5     | 0           | 0      | 0            |
| 25     |      | Song        | 20          | 1           | 3           | 0            | 5            | 0            | 0            | 0            | 8                   | 0                   | 2                   | 0                   | 1                    | 0                    | 0                    | 0                    | 34    | 1           | 5      | 0            |
| 26     |      | Muniesa     | 0           | 0           | 0           | 0            | 0            | 0            | 0            | 0            | 0                   | 0                   | 0                   | 0                   | 0                    | 0                    | 0                    | 0                    | 0     | 0           | 0      | 0            |
| 27     |      | Deulofeu    | 1           | 0           | 0           | 0            | 1            | 0            | 0            | 0            | 2                   | 0                   | 0                   | 0                   | 0                    | 0                    | 0                    | 0                    | 4     | 0           | 0      | 0            |
| 28     |      | Roberto     | 1           | 0           | 0           | 0            | 2            | 0            | 0            | 0            | 1                   | 0                   | 0                   | 0                   | 0                    | 0                    | 0                    | 0                    | 4     | 0           | 0      | 0            |
| 29     |      | Planas      | 0           | 0           | 0           | 0            | 1            | 0            | 0            | 0            | 1                   | 0                   | 0                   | 0                   | 0                    | 0                    | 0                    | 0                    | 2     | 0           | 0      | 0            |
| 30     |      | Rafinha     | 0           | 0           | 0           | 0            | 0            | 0            | 0            | 0            | 1                   | 0                   | 1                   | 0                   | 0                    | 0                    | 0                    | 0                    | 1     | 0           | 1      | 0            |
| 37     |      | Tello       | 22          | 7           | 0           | 0            | 6            | 0            | 0            | 0            | 4                   | 1                   | 0                   | 0                   | 2                    | 0                    | 0                    | 0                    | 34    | 8           | 0      | 0            |

## Statistiques de l'équipe
|                               | La Liga | Ligue des champions | Coupe | Supercoupe | Total |
| ----------------------------- | ------- | ------------------- | ----- | ---------- | ----- |
| Matchs joués                  | 38      | 12                  | 8     | 2          | 60    |
| Matchs gagnés                 | 32      | 5                   | 5     | 1          | 43    |
| Matchs nuls                   | 4       | 3                   | 2     | 0          | 9     |
| Matchs perdus                 | 2       | 4                   | 1     | 1          | 8     |
| Buts marqués                  | 115     | 18                  | 21    | 4          | 158   |
| Buts encaissés                | 40      | 17                  | 9     | 4          | 70    |
| Matchs sans encaisser de buts | 10      | 4                   | 3     | 0          | 17    |
| Buts par des remplaçants      | 12      | 0                   | 0     | 0          | 12    |
| Tirs                          | 510     | 178                 | 109   | 26         | 823   |
| Corners tirés                 | 223     | 74                  | 38    | 13         | 348   |
| Corners concédés              | 87      | 26                  | 26    | 9          | 148   |
| Joueurs utilisés              | 24      | 25                  | 25    | 16         | 271   |
| Hors-jeux                     | 119     | 26                  | 25    | 4          | 174   |
| Fautes reçues                 | 478     | 178                 | 97    | 28         | 781   |
| Fautes commises               | 381     | 110                 | 61    | 21         | 573   |
| Cartons jaunes                | 56      | 23                  | 15    | 3          | 97    |
| Cartons rouges                | 3       | 1                   | 0     | 1          | 5     |

- Source : ESPN
- Joueurs utilisés 1: le FC Barcelone a utilisé un total de 27 joueurs dans les différentes compétitions officielles.

### Autres statistiques
Mis à jour le 1er juin 2013 après le match face à Malaga.
- Victoires consécutives toutes compétitions confondues : 5
- Victoires consécutives en Liga : 5
- Matchs consécutifs sans défaite : 5
- Défaites consécutives : 0
- Matchs consécutifs sans victoire : 0
- Buts : 158
  - Premier but de la saison :  Carles Puyol lors de la 1re journée de Liga (FC Barcelone - Real Sociedad)
  - Penaltys pour / penaltys contre : 6 / 3
  - Premier doublé : Lionel Messi lors de la 1re journée de Liga (FC Barcelone - Real Sociedad)
  - Premier triplé : Lionel Messi lors de la 8e journée de Liga (Deportivo La Corogne - FC Barcelone)
  - Premier quadruplé : Lionel Messi lors de la 21e journée de Liga (FC Barcelone - Osasuna)
  - But le plus rapide d'une rencontre : Jordi Alba à la 3e minute lors de la 8e journée de Liga (Deportivo La Corogne - FC Barcelone)
  - But le plus tardif d'une rencontre :
    - Jordi Alba à la 90+4e minute lors de la 3e journée de Ligue des Champions UEFA (FC Barcelone - Celtic FC)
    - Cristian Tello à la 90+4e minute lors de la 17e journée de championnat (Valladolid - FC Barcelone)

  - Plus grande marge de buts : 5 :
    - lors de la 9e journée de Liga (Rayo Vallecano - FC Barcelone)
    - lors des 8e finale retour de Coupe du Roi (FC Barcelone - Cordoba)
    - lors de la 23e journée de Liga (FC Barcelone - Getafe)
    - lors de la 30e journée de Liga (FC Barcelone - Real Majorque)

  - Plus grand nombre de buts marqués dans une rencontre : 6 :
    - lors de la 23e journée de Liga (FC Barcelone - Getafe)

  - Plus grand nombre de buts marqués en une mi-temps : 4 :
    - lors de la 1re journée de Liga (FC Barcelone - Real Sociedad)
    - lors de la 8e journée de Liga (Deportivo La Corogne - FC Barcelone)
    - lors de la 13e journée de Liga (Levante - FC Barcelone)
    - lors de la 18e journée de Liga (FC Barcelone - Espanyol de Barcelone)
    - lors de la 23e journée de Liga (FC Barcelone - Getafe)
    - lors de la 30e journée de Liga (FC Barcelone - Real Majorque)

### Récompenses et distinctions
Le 30 août 2012, Andrés Iniesta est désigné Meilleur joueur d'Europe de l'année lors des UEFA Club Football Awards. Le même mois, le FC Barcelone et Xavi Hernández sont nommés pour le Prix Prince des Asturies des sports. Le 5 septembre 2012, Xavi reçoit le Prix Prince des Asturies.
Le 28 septembre 2012, Lionel Messi se voit décerner son troisième Onze d'or consécutif. En novembre, Messi reçoit le Prix LFP de Meilleur joueur de la Liga pour la saison 2011-2012. Pep Guardiola reçoit le Prix LFP de Meilleur entraîneur.
Le 29 novembre 2012, la FIFA et la revue France Football annoncent que Lionel Messi et Andrés Iniesta seront sur le podium du Ballon d'or 2012. Ainsi, pour la sixième année consécutive, il y aura au moins un joueur du FC Barcelone sur le podium du Ballon d'or, ce qu'aucun autre club n'avait réussi auparavant.
Cinq joueurs du Barça, Lionel Messi, Xavi, Andrés Iniesta, Dani Alves et Gerard Piqué font partie du FIFA/FIFPro World XI de l'année 2012.
Le 7 janvier 2013, Lionel Messi devient le premier joueur de l'histoire à recevoir un quatrième Ballon d'or, qui plus est consécutif. Andrés Iniesta est quant à lui troisième.
En mars 2013, Lionel Messi est candidat au Laureus World Sports Awards, prix qui récompense le meilleur sportif mondial de l'année.
Lionel Messi est pour la troisième fois dans sa carrière le meilleur buteur du championnat avec 46 buts en 32 matchs, ce qui lui permet de gagner aussi le Soulier d'or pour la troisième fois, ce qui est un record.

## Tactique
Tito Vilanova a apporté des modifications au schéma de jeu de Pep Guardiola. Alors que Guardiola voulait que ses joueurs jouent très près les uns des autres favorisant un jeu fermé, Vilanova préfère un jeu plus ouvert, des lignes moins serrées. Ceci entraîne une plus grande faiblesse en défense mais favorise le jeu d'attaque.

## Affluence et télévision
L'affluence moyenne au Camp Nou pendant la saison 2012-2013 est de 71 681 spectateurs. Seul le Borussia Dortmund et Manchester United font mieux.